# Johannes II. (Waldsassen)
Johannes II. war Abt des Klosters Waldsassen von 1274 bis 1286.
Johannes II. war der 9. Abt von Waldsassen, Langhammer gibt im Zusammenhang mit der Abfolge der Äbte in Waldsassen keine näheren Informationen an.